# فرد أولدفيلد
فرد أولدفيلد (بالإنجليزية: Fred Oldfield)‏ هو رسام أمريكي، ولد في 18 مارس 1918، وتوفي في 24 فبراير 2017.